# Hydrostachys lukungensis
Hydrostachys lukungensis är en tvåhjärtbladig växtart som först beskrevs av Lucien Leon Hauman, och fick sitt nu gällande namn av C. Cusset. Hydrostachys lukungensis ingår i släktet Hydrostachys och familjen Hydrostachyaceae. Inga underarter finns listade i Catalogue of Life.